# Pere Pascual i de Sans
Pere Pascual i de Sans (Sevilla, 1934 – Barcelona, 2006) fou un físic català, fill del químic Josep Pascual i Vila, catedràtic de Química Orgànica, i germà del també físic Ramon Pascual de Sans.

## Biografia
El 1956 es llicencià en ciències físiques per la Universitat de Barcelona i el 1959 es doctorà en la Universitat de Saragossa. Començà sent professor agregat a la Universitat de Barcelona i a la Universitat Complutense de Madrid i també com a investigador de la Junta d'Energia Nuclear. Marxà dos anys com a becari i com a investigador associat a l'Institut Fermi de la Universitat de Chicago. El 1963 fou nomenat catedràtic de física matemàtica a la Universitat de València, alhora que col·laborava també com a científic convidat amb el CERN. Se'l considera el fundador de l'escola valenciana de Física Teòrica.
El 1971 tornà a la Universitat de Barcelona, on ocupà successivament les càtedres de Mecànica Teòrica, Física General i Física Teòrica. Fou un dels primers a organitzar cursos de doctorat en català. El 1986 va rebre el Premi d'Investigació Ramón y Cajal i la Medalla Narcís Monturiol per les seves investigacions sobre múltiples aspectes fenomenològics de les partícules elementals, sobre interaccions dèbils i simètriques, i per la seva contribució pel que fa a les regles de suma en la cromodinàmica quàntica. El 1987 fou investit doctor honoris causa per la Universitat de València. El 1988 fou nomenat assessor de la Secretaria d'Estat per a Universitats i Investigació, com també ho fou del Departament d'Universitats i Recerca (DURSI). També fou consultor científic d'Iberdrola, Medalla al Mèrit Científic de la Fundació Catalana per a la Recerca i membre de la Reial Acadèmia de Ciències i Arts de Barcelona.
Des de 1994 fins a la seva mort es va dedicar a promocionar el Centre de Física de Benasc, dedicat a la promoció de la investigació mitjançant reunions internacionals de científics, i que comptava amb el suport inicial de la Diputació General d'Aragó, i des de 2006, del Ministeri d'Educació i Ciència CSIC.

## Aportacions
Durant els anys 1960 va contribuir a la comprensió de les interaccions dèbils mitjançant anàlisis detallades del procés de captura de muons per protons o nuclis. Així el 1968 impulsà el Grup Interuniversitari de Física Teòrica (GIFT), del que en fou director del 1970 al 1974, i entre 1968 i 1983 representà Espanya en el Comitè Europeu per a Futurs Acceleradors. Durant els anys 1980 i 1990 investigà aspectes de la teoria de camp de gauge i les regles de la suma de la cromodinàmica. En els darrers anys de la seva vida s'interessà per la informació quàntica.
També va tenir un paper molt important en l'entrada d'Espanya el 1983 (per segona vegada) al CERN, que es va veure acompanyada del Plan Movilizador de la Física de Altas Energías, gestionat per ell i que facilità la creació a diverses universitats de grups de física experimental d'altes energies.

## Obres[4]
- Mecánica cuántica (1978) amb Alberto Galindo Tixaire.
- Problemas de mecánica cuántica (1989) amb Alberto Galindo Tixaire.
- Partículas e interacciones: "De rerum natura" (Titus Lucretius Carus)

## Llegat
El fons, dipositat a la Biblioteca de Ciència i Tecnologia de la Universitat Autònoma de Barcelona, consta de correspondència (1408) diversa del Dr. Pascual entre els anys 1962 i 2002; nombrosa documentació administrativa sobre el Grup Interuniversitari de Física Teórica (G.I.F.T.), el Comitè Acadèmic de la Universitat de Barcelona, la Fundació Bosch i Gimpera, el Parc Científic de Barcelona i d'altres; i 43 apunts manuscrits de temes de Física. En total, es tracta de més de 3.400 documents relacionats amb la intensa activitat docent, administrativa i d'investigació en l'àrea de la física i la política científica del Dr. Pascual, que pertanyen al Centro de Ciencias de Benasque Pedro Pascual, el qual ha autoritzat la digitalització i la difusió d'aquest fons. La descripció dels documents està basada en l'inventari i catàleg realitzat pel Servei d'Arxius de Ciència. Aquest fons està digitalitzat i es pot consultar al Dipòsit Digital de Documents de la UAB.